# Sveti gral
Sveti gral (francosko sangreal) naj bi v krščanstvu pomenil čašo, skodelico oz. kelih, iz katere bi naj Jezus pil pri zadnji večerji, zatorej naj bi ta kelih imel čudežno moč. Sveti gral (sangreal) bi naj pomenil tudi sveto kri (če razdelimo besedo sangreal takole; sang real), oz. sveti kelih.
Iskanje svetega grala je bilo obdelano v mnogih delih, največkrat je kot iskalec Grala omenjen vitez Galahad, eden izmed vitezov okrogle mize kralja Arturja. 

## V fikciji
V knjigi Da Vincijeva šifra avtorja Dana Browna je opisano, da naj sveti gral pravzaprav predstavljal Marijo Magdaleno. Na znani sliki Zadnja večerja Leonarda da Vincija bi naj Jezus in Marija Magdalena skupaj tvorila črko M. To nam razkrivata začetnici: Marija Magdalena. Prav tako bi moral na mizi biti zgolj en kelih, priča pa so več čašam. Sveti Peter, ki sedi poleg Marije Magdalene, ima roko sumljivo iztegnjeno pred Marijin vrat, kot da bi ji ga želel prerezati. Na sliki je še ena roka, ki drži nož, vendar pa ne spada k nobeni osebi na sliki (ta roka je na sliki »odveč«).